# Liste der Kirchen in Moskau
Die Liste der Kirchengebäude in Moskau (Russland) beinhaltet Gotteshäuser beliebiger christlicher Konfessionen.
Die Liste ist auf einzelstehende geweihte Kirchen und Kathedralen beschränkt, sodass beispielsweise entwidmete ehemalige Kirchen nicht dazu zählen, ebenso wenig Kirchen, die kein eigenes abgrenzbares Gebäude oder Gebäudeteil einnehmen (zum Beispiel Hauskirchen innerhalb von Profanbauten). Auch Kapellen und sonstige Sakralbauten ohne regulären Gottesdienst sind nicht mit aufgelistet (darunter reine Taufkirchen, Gedenkkapellen oder Ähnliches). Insgesamt gibt es im Stadtgebiet Moskaus mit dem Stand von 2010 über 300 nach diesen Kriterien abgegrenzte Gotteshäuser, von denen die ältesten aus dem 15. Jahrhundert stammen. Das stellt eine Vervielfachung gegenüber dem Zustand Anfang der 1990er Jahre dar, was auf Restaurierungen und Wiederweihen zahlreicher zur Sowjetzeit entwidmeter, aber auch auf den Bau gänzlich neuer Kirchen in den 1990er und 2000er Jahren zurückzuführen ist.
Die Liste ist räumlich in die zehn Moskauer Verwaltungsbezirke (Zentrum, Nord, Nordost, Ost, Südost, Süd, Südwest, West, Nordwest, Stadt Selenograd) unterteilt. Innerhalb der zehn Einzeltabellen sind die Einträge alphabetisch nach dem deutschen Namen des (ersten) Schutzheiligen beziehungsweise des Gedenktags, dem die Kirche geweiht wurde, sortiert. In der Spalte Baujahr ist das Jahr der Fertigstellung beziehungsweise der Weihe des jeweils heute bestehenden Gebäudes ohne Berücksichtigung sowohl seiner späteren Um- oder Ausbauten als auch eventueller Vorgängergebäude (beispielsweise früherer Holzkirchen an der gleichen Stelle) vermerkt. Ist das Baujahr nicht mehr genau bekannt, ist an dessen Stelle das ungefähre Baujahr beziehungsweise -jahrhundert verzeichnet. Die Angabe in der Spalte Konfession bezieht sich auf die genaue Glaubensrichtung der jeweiligen Kirchengemeinde innerhalb des Christentums. In der Spalte Stadtteil ist derjenige der 125 Moskauer Stadtteile angegeben, innerhalb dessen Verwaltungsgrenzen sich das Kirchengebäude befindet. In Klammern ist eine genaue Angabe von Geokoordinaten beigefügt, die das Finden des Objekts auf dem Stadtplan durch Anklicken des entsprechenden Links ermöglicht.

## Liste der Kirchen nach Verwaltungsbezirken

### Zentrum
Die Liste der Kirchen im Zentralen Verwaltungsbezirk wurde aus Platzgründen nach Liste der Kirchen in Moskau/Zentraler Verwaltungsbezirk ausgelagert.

### Nord
| Bild | Name | Baujahr | Konfession     | Stadtteil                   |
| ---- | --- | ------- | -------------- | --------------------------- |
|      | Allerheiligen-Kirche zu Wsechswjatskoje Храм Всех Святых во Всехсвятском | 1736    | russisch-orth. | Sokol (Stadtplan)           |
|      | Kirche des Märtyrers Bonifatius beim Zentralen Psychiatrischen Oblastkrankenhaus Храм мученика Вонифатия при Центральной областной психиатрической больнице                      | 1998    | russisch-orth. | Aeroport (Stadtplan)        |
|      | Kirche der Gutgläubigen Fürsten Boris und Gleb zu Degunino Храм благоверных князей Бориса и Глеба в Дегунине                                                                     | 1866    | russisch-orth. | West-Degunino (Stadtplan)   |
|      | Christi-Auferstehungs-Kirche zu Scheremetjewo Храм Воскресения Христова в Шереметьеве                                                                                            | 2002    | russisch-orth. | Molschaninowski (Stadtplan) |
|      | Christi-Geburts-Kirche zu Tscherkisowo Храм Рождества Христова в Черкизове | 1789    | russisch-orth. | Molschaninowski (Stadtplan) |
|      | Kirche der Heiligen Dreifaltigkeit beim ehemaligen Tscherkasski-Armenhaus Храм Живоначальной Троицы при бывшей Черкасской богадельне                                             | 1858    | russisch-orth. | Begowoi (Stadtplan)         |
|      | Kirche des Märtyrers Georg des Siegreichen zu Koptewo Храм великомученика Георгия Победоносца в Коптеве                                                                          | 1998    | russisch-orth. | Koptewo (Stadtplan)         |
|      | Kirche der Gottesmutter-Ikone von Vatopedi Храм иконы Божией Матери «Отрада» (Ватопедской)                                                                                       | 1909    | russisch-orth. | Choroschowski (Stadtplan)   |
|      | Kirche der Gottesmutter-Ikone vom Zeichen zu Aksinjino Храм иконы Божией Матери «Знамение» в Аксиньине                                                                           | 1884    | russisch-orth. | Lewobereschny (Stadtplan)   |
|      | Kirche der Gottesmutter-Ikone vom Zeichen zu Chowrino Храм иконы Божией Матери «Знамение» в Ховрине                                                                              | 1870    | russisch-orth. | Chowrino (Stadtplan)        |
|      | Kirche des Metropoliten Innokenti von Moskau Храм святителя Иннокентия, митрополита Московского                                                                                  | 2005    | russisch-orth. | Beskudnikowski (Stadtplan)  |
|      | Mariä-Verkündigungs-Kirche im Petrowski-Park Храм Благовещения Пресвятой Богородицы в Петровском парке                                                                           | 1847    | russisch-orth. | Aeroport (Stadtplan)        |
|      | Kirche des Heiligen Bischofs Mitrofan von Woronesch Храм святителя Митрофана, епископа Воронежского                                                                              | 1895    | russisch-orth. | Sawjolowski (Stadtplan)     |
|      | Kirche des Heiligen Nikolaus an der Strohhütte Храм Николая Чудотворца у Соломенной сторожки                                                                                     | 1997    | russisch-orth. | Timirjasewski (Stadtplan)   |
|      | Kirche des Heiligen Zaren und Märtyrers Nikolaus und aller Russischen Neumärtyrer und Bekenner Храм святого царя-мученика Николая и Всех Новомучеников и Исповедников российских | 2005    | autonom        | Golowinski (Stadtplan)      |
|      | Kirche des Ehrwürdigen Sergius von Radonesch zu Bussinowo Храм преподобного Сергия Радонежского в Бусинове                                                                       | 1859    | russisch-orth. | West-Degunino (Stadtplan)   |
|      | Kirche des Heiligen Märtyrers Wladimir im Petrowski-Park Храм священномученика Владимира в Петровском парке                                                                      | 2002    | russisch-orth. | Aeroport (Stadtplan)        |

### Nordost
| Bild | Name | Baujahr | Konfession     | Stadtteil                      |
| ---- | --- | ------- | -------------- | ------------------------------ |
|      | Kirche der Märtyrer Adrian und Natalia zu Babuschkin Храм мучеников Адриана и Наталии в Бабушкине                                                                          | 1916    | russisch-orth. | Jaroslawski (Stadtplan)        |
|      | Kirche der Heiligen Dreifaltigkeit zu Ostankino Храм Живоначальной Троицы в Останкине                                                                                      | 1683    | russisch-orth. | Ostankinski (Stadtplan)        |
|      | Kirche der Heiligen Dreifaltigkeit auf dem Pjatnizkoje-Friedhof Храм Живоначальной Троицы на Пятницком кладбище                                                            | 1835    | russisch-orth. | Alexejewski (Stadtplan)        |
|      | Kirche der Heiligen Dreifaltigkeit zu Swiblowo Храм Живоначальной Троицы в Свиблове                                                                                        | 1708    | russisch-orth. | Swiblowo (Stadtplan)           |
|      | Kirche der Märtyrerinnen Fides, Spes, Caritas und ihrer Mutter Sophia auf dem Miusskoje-Friedhof Храм мучениц Веры, Надежды, Любови и матери их Софии на Миусском кладбище | 1823    | russisch-orth. | Marjina Roschtscha (Stadtplan) |
|      | Kirche der Gottesmutter-Ikone von Tichwin zu Alexejewskoje Храм Тихвинской иконы Божией Матери в Алексеевском                                                              | 1680    | russisch-orth. | Alexejewski (Stadtplan)        |
|      | Kirche der Gottesmutter-Ikone „Unerwartete Freude“ Храм иконы Божией Матери «Нечаянная радость»                                                                            | 1904    | russisch-orth. | Marjina Roschtscha (Stadtplan) |
|      | Kirche der Gottesmutter-Ikone von Wladimir zu Winogradowo Храм Владимирской иконы Божией Матери в Виноградове                                                              | 1777    | russisch-orth. | Sewerny (Stadtplan)            |
|      | Kreuzerhöhungskirche zu Altufjewo Храм Воздвижения Креста Господня в Алтуфьеве                                                                                             | 1763    | russisch-orth. | Lianosowo (Stadtplan)          |
|      | Mariä-Entschlafens-Kirche zu Archangelskoje-Tjurikowo Храм Успения Пресвятой Богородицы в Архангельском-Тюрикове                                                           | 1758    | russisch-orth. | Sewerny (Stadtplan)            |
|      | Mariä-Geburts-Kirche zu Butyrskaja Sloboda Храм Рождества Пресвятой Богородицы в Бутырской слободе                                                                         | 1684    | russisch-orth. | Butyrski (Stadtplan)           |
|      | Mariä-Geburts-Kirche zu Wladykino Храм Рождества Пресвятой Богородицы во Владыкине                                                                                         | 1859    | russisch-orth. | Otradnoje (Stadtplan)          |
|      | Mariä-Gewandniederlegungs-Kirche zu Leonowo Храм Ризоположения в Леонове                                                                                                   | 1722    | russisch-orth. | Rostokino (Stadtplan)          |
|      | Mariä-Schutz-und-Fürbitte-Kirche zu Medwedkowo Храм Покрова Пресвятой Богородицы в Медведкове                                                                              | 1635    | russisch-orth. | Süd-Medwedkowo (Stadtplan)     |
|      | Mariä-Verkündigungs-Kirche zu Rajewo Храм Благовещения Пресвятой Богородицы в Раеве                                                                                        | 1997    | russisch-orth. | Babuschkinski (Stadtplan)      |
|      | Kirche des Heiligen Nikolaus zu Otradnoje Храм Николая Чудотворца в Отрадном                                                                                               | 1997    | russisch-orth. | Otradnoje (Stadtplan)          |
|      | Kirche des Ehrwürdigen Seraphim von Sarow zu Rajewo Храм преподобного Серафима Саровского в Раеве                                                                          | 2006    | russisch-orth. | Nord-Medwedkowo (Stadtplan)    |
|      | Kirche des Ehrwürdigen Sergius von Radonesch zu Bibirewo Храм преподобного Сергия Радонежского в Бибиреве                                                                  | 1894    | russisch-orth. | Bibirewo (Stadtplan)           |
|      | Kirche des Heiligen Märtyrers Wladimir zu Swiblowo Храм священномученика Владимира в Свиблове                                                                              | 2009    | russisch-orth. | Swiblowo (Stadtplan)           |

### Ost
| Bild | Name | Baujahr | Konfession                | Stadtteil                     |
| ---- | --- | ------- | ------------------------- | ----------------------------- |
|      | Kirche des Gutgläubigen Fürsten Alexander Newski zu Koschuchowo Храм благоверного князя Александра Невского в Кожухове                                       | 2008    | russisch-orth.            | Kossino-Uchtomski (Stadtplan) |
|      | Kirche Aller Russischen Heiligen zu Nowokossino Храм Всех Святых в земле российской просиявших в Новокосине                                                  | 2010    | russisch-orth.            | Nowokossino (Stadtplan)       |
|      | Kirche des Allgnädigen Erlösers zu Kuskowo Храм Спаса Всемилостивого в Кускове                                                                               | 1739    | russisch-orth.            | Weschnjaki (Stadtplan)        |
|      | Christi-Auferstehungs-Kirche auf dem ehemaligen Semjonowskoje-Friedhof Храм Воскресения Христова на бывшем Семёновском кладбище                              | 1855    | russisch-orth.            | Sokolinaja Gora (Stadtplan)   |
|      | Christi-Auferstehungs-Kirche zu Sokolniki Храм Воскресения Христова в Сокольниках                                                                            | 1913    | russisch-orth.            | Sokolniki (Stadtplan)         |
|      | Christi-Geburts-Kirche zu Ismailowo Храм Рождества Христова в Измайлове                                                                                      | 1664    | russisch-orth.            | Ismailowo (Stadtplan)         |
|      | Kirche des Märtyrers Dimitrios von Thessaloniki zu Blaguscha Храм великомученика Димитрия Солунского на Благуше                                              | 1911    | russisch-orth.            | Sokolinaja Gora (Stadtplan)   |
|      | Kirche des Märtyrers Dimitrios von Thessaloniki zu Wostotschny Храм великомученика Димитрия Солунского в посёлке Восточный                                   | 1997    | russisch-orth.            | Wostotschny (Stadtplan)       |
|      | Kirche der Heiligen Dreifaltigkeit beim St.-Wladimir-Kinderkrankenhaus Храм Живоначальной Троицы при детской больнице святого Владимира                      | 1883    | russisch-orth.            | Sokolniki (Stadtplan)         |
|      | Kirche des Propheten Elija zu Tscherkisowo Храм пророка Илии в Черкизове                                                                                     | 1690    | russisch-orth.            | Preobraschenskoje (Stadtplan) |
|      | Erlöser-Verklärungs-Kirche zu Bogorodskoje Храм Спаса Преображения в Богородском                                                                             | 1880    | russisch-orth.            | Bogorodskoje (Stadtplan)      |
|      | Kirche der Gottesmutter-Ikone vom Zeichen zu Perowo Храм иконы Божией Матери «Знамение» в Перове                                                             | 1705    | russisch-orth.            | Perowo (Stadtplan)            |
|      | Kirche der Geburt Johannes des Täufers zu Iwanowskoje Храм Рождества Иоанна Предтечи в Ивановском                                                            | 1801    | russisch-orth.            | Iwanowskoje (Stadtplan)       |
|      | Kirche der Geburt Johannes des Täufers zu Sokolniki Храм Рождества Иоанна Предтечи в Сокольниках                                                             | 1917    | russisch-orth.            | Sokolniki (Stadtplan)         |
|      | Kreuzerhöhungskirche auf dem Preobraschenskoje-Friedhof Храм Воздвижения Креста Господня на Преображенском кладбище                                          | 1801    | altorthodox (priesterlos) | Preobraschenskoje (Stadtplan) |
|      | Mariä-Entschlafens-Kirche zu Kossino Храм Успения Пресвятой Богородицы в Косине                                                                              | 1826    | russisch-orth.            | Kossino-Uchtomski (Stadtplan) |
|      | Mariä-Entschlafens-Kirche zu Weschnjaki Храм Успения Пресвятой Богородицы в Вешняках                                                                         | 1646    | russisch-orth.            | Weschnjaki (Stadtplan)        |
|      | Mariä-Schutz-und-Fürbitte-Kirche zu Ismailowo Храм Покрова Пресвятой Богородицы в Измайлове                                                                  | 1679    | russisch-orth.            | Ismailowo (Stadtplan)         |
|      | Kirche des Nicht von Menschenhand geschaffenen Erlöserbildnisses zu Girejewo Храм Спаса Нерукотворного Образа в Гирееве                                      | 1717    | russisch-orth.            | Nowogirejewo (Stadtplan)      |
|      | Kirche des Heiligen Nikolaus im Kreml in Ismailowo Храм Николая Чудотворца в Измайлове                                                                       | 2000    | russisch-orth.            | Ismailowo (Stadtplan)         |
|      | Kirche des Heiligen Nikolaus beim Medizinisch-Chirurgischen Zentrum „N.I.Pirogow“ Храм Николая Чудотворца при Медико-хирургическом центре имени Н.И.Пирогова | 2005    | russisch-orth.            | Ost-Ismailowo (Stadtplan)     |
|      | Kirche des Heiligen Nikolaus auf dem Preobraschenskoje-Friedhof Храм Николая Чудотворца на Преображенском кладбище                                           | 1784    | russisch-orth.            | Preobraschenskoje (Stadtplan) |
|      | Kirche der Siebenten-Tags-Adventisten Храм адвентистов седьмого дня                                                                                          | 1998    | protest. (STA)            | Goljanowo (Stadtplan)         |
|      | Kirche der Ehrwürdigen Sossima und Sawwati von Solowki zu Goljanowo Храм Преподобных Зосимы и Савватия Соловецких в Гольянове                                | 1842    | russisch-orth.            | Goljanowo (Stadtplan)         |
|      | Kirche des Heiligen Tichon von Sadonsk zu Sokolniki Храм святителя Тихона Задонского в Сокольниках                                                           | 1863    | russisch-orth.            | Sokolniki (Stadtplan)         |
|      | Kirche des Patriarchen Tichon von Moskau zu Kossino Храм святителя Тихона, патриарха Всероссийского, в Косине                                                | 1980    | russisch-orth.            | Kossino-Uchtomski (Stadtplan) |

### Südost
| Bild           | Name | Baujahr | Konfession     | Stadtteil                      |
| -------------- | --- | ------- | -------------- | ------------------------------ |
|                | Kirche des Gedenktags der Auferstehung beim Städtischen Krankenhaus Nr. 29 Храм Воскресения Словущего при Городской больнице № 29                                    | 1903    | russisch-orth. | Lefortowo (Stadtplan)          |
|                | Kirche der Heiligen Dreifaltigkeit zu Karatscharowo Храм Живоначальной Троицы в Карачарове                                                                           | 1774    | russisch-orth. | Nischegorodski (Stadtplan)     |
|                | Kirche der Heiligen Dreifaltigkeit an der Saltykow-Brücke Храм Живоначальной Троицы у Салтыкова моста                                                                | 1817    | russisch-orth. | Lefortowo (Stadtplan)          |
|                | Kirche der Gottesmutter-Ikone „Allen Trauernden ihre Freude“ auf dem Friedhof Kalitniki Храм иконы Божией Матери «Всех скорбящих Радость» на Калитниковском кладбище | 1838    | russisch-orth. | Nischegorodski (Stadtplan)     |
|                | Kirche der Gottesmutter-Ikone von Blachernai zu Kusminki Храм Влахернской иконы Божией Матери в Кузьминках                                                           | 1774    | russisch-orth. | Kusminki (Stadtplan)           |
|                | Kathedrale der Gottesmutter-Ikone von Iviron im Nikolauskloster zu Pererwa Собор Иверской иконы Божией Матери в Николо-Перервинском монастыре                        | 1908    | russisch-orth. | Petschatniki (Stadtplan)       |
|                | Kirche der Gottesmutter-Ikone „Lindere meinen Kummer“ zu Marjino Храм иконы Божией Матери «Утоли моя печали» в Марьине                                               | 2001    | russisch-orth. | Marjino (Stadtplan)            |
|                | Kirche der Gottesmutter-Ikone von Tolga im Nikolauskloster zu Pererwa Храм Толгской иконы Божией Матери в Николо-Перервинском монастыре                              | 1735    | russisch-orth. | Petschatniki (Stadtplan)       |
|                | Kirche des Seligen Johannes von Kronstadt zu Schulebino Храм праведного Иоанна Кронштадского в Жулебине                                                              | 1999    | russisch-orth. | Wychino-Schulebino (Stadtplan) |
|                | Mariä-Entschlafens-Kirche im Glockenturm des Nikolausklosters zu Pererwa Храм Успения Пресвятой Богородицы в колокольне Николо-Перервинского монастыря               | 1650    | russisch-orth. | Petschatniki (Stadtplan)       |
|                | Mariä-Geburts-Kirche zu Kapotnja Храм Рождества Пресвятой Богородицы в Капотне                                                                                       | 1870    | russisch-orth. | Kapotnja (Stadtplan)           |
|                | Kirche Mat Marjam Храм Мат Марьям | 1998    | assyrisch      | Juschnoportowy (Stadtplan)     |
|                | Kirche des Heiligen Nikolaus im Nikolauskloster zu Pererwa Храм Николая Чудотворца в Николо-Перервинском монастыре                                                   | 1700    | russisch-orth. | Petschatniki (Stadtplan)       |
|                | Kirche des Heiligen Nikolaus auf dem Rogoschskoje-Friedhof Храм Николая Чудотворца на Рогожском кладбище                                                             | 1776    | russisch-orth. | Nischegorodski (Stadtplan)     |
|                | Kirche der Apostel Petrus und Paulus zu Lefortowo Храм апостолов Петра и Павла в Лефортове                                                                           | 1711    | russisch-orth. | Lefortowo (Stadtplan)          |
|                | Храм преподобного Сергия Радонежского в Некрасовке | 2001    | russisch-orth. | Nekrassowka (Stadtplan)        |
| Links im Bild  | Kirche des Ehrwürdigen Sergius von Radonesch an der Rjasanka Храм преподобного Сергия Радонежского на Рязанке                                                        | 2005    | russisch-orth. | Rjasanski (Stadtplan)          |
|                | Kirche des Patriarchen Tichon von Moskau zu Ljublino Храм святителя Тихона, патриарха Всероссийского, в Люблине                                                      | 2003    | russisch-orth. | Ljublino (Stadtplan)           |
| Rechts im Bild | Kirche des Gedenktags Unserer Lieben Frau in Jerusalem an der Rjasanka Храм Введения во храм Пресвятой Богородицы на Рязанке                                         | 2009    | russisch-orth. | Rjasanski (Stadtplan)          |
|                | Kirche des Gedenktags Unserer Lieben Frau in Jerusalem an der Saltykow-Brücke Храм Введения во храм Пресвятой Богородицы у Салтыкова моста                           | 1825    | russisch-orth. | Lefortowo (Stadtplan)          |

### Süd
| Bild | Name | Baujahr | Konfession     | Stadtteil                           |
| ---- | --- | ------- | -------------- | ----------------------------------- |
|      | Kirche des Metropoliten Alexius von Moskau bei der Zentralklinik des Moskauer Patriarchats Храм святителя Алексия, митрополита Московского, при Центральной клинической больнице Московской патриархии          | 1904    | russisch-orth. | Donskoi (Stadtplan)                 |
|      | Kirche des Gedenktags der Auferstehung zu Danilowskaja Sloboda Храм Воскресения Словущего в Даниловской слободе                                                                                                 | 1837    | russisch-orth. | Danilowski (Stadtplan)              |
|      | Kirche der Ausgießung des Heiligen Geistes auf dem Danilow-Friedhof Храм Сошествия Святого Духа на Даниловском кладбище                                                                                         | 1838    | russisch-orth. | Donskoi (Stadtplan)                 |
|      | Christi-Himmelfahrts-Kirche zu Kolomenskoje Храм Вознесения Господня в Коломенском | 1532    | russisch-orth. | Nagatinski Saton (Stadtplan)        |
|      | Kirche des Gutgläubigen Fürsten Dimitri Donskoi zu Sadowniki Храм благоверного князя Дмитрия Донского в Садовниках                                                                                              | 2005    | russisch-orth. | Nagatino-Sadowniki (Stadtplan)      |
|      | Kathedrale der Heiligen Dreifaltigkeit im Danilow-Kloster Собор Живоначальной Троицы в Даниловом монастыре | 1838    | russisch-orth. | Danilowski (Stadtplan)              |
|      | Kirche der Heiligen Dreifaltigkeit an den Borissow-Teichen Храм Живоначальной Троицы на Борисовских прудах | 2004    | russisch-orth. | Orechowo-Borissowo Nord (Stadtplan) |
|      | Kirche der Heiligen Dreifaltigkeit zu Borissowo Храм Живоначальной Троицы в Борисове | 1887?   | russisch-orth. | Orechowo-Borissowo Nord (Stadtplan) |
|      | Kirche der Heiligen Dreifaltigkeit zu Koschewniki Храм Живоначальной Троицы в Кожевниках | 1689    | russisch-orth. | Danilowski (Stadtplan)              |
|      | Kirche der Heiligen Dreifaltigkeit zu Tschertanowo Храм Живоначальной Троицы в Чертанове | 2005    | russisch-orth. | Tschertanowo Zentral (Stadtplan)    |
|      | Kirche des Gedenktags der Enthauptung Johannes des Täufers zu Bratejewo Храм Усекновения главы Иоанна Предтечи в Братееве                                                                                       | 2000    | russisch-orth. | Bratejewo (Stadtplan)               |
|      | Kirche des Gedenktags der Enthauptung Johannes des Täufers zu Djakowo Храм Усекновения главы Иоанна Предтечи в Дьякове                                                                                          | 1547    | russisch-orth. | Nagatinski Saton (Stadtplan)        |
|      | Kirche des Märtyrers Georg des Siegreichen zu Kolomenskoje Храм великомученика Георгия Победоносца в Коломенском                                                                                                | 16. Jh. | russisch-orth. | Nagatinski Saton (Stadtplan)        |
|      | Große Kathedrale der Gottesmutter-Ikone vom Don im Donskoi-Kloster Большой собор Донской иконы Божией Матери в Донском монастыре                                                                                | 1698    | russisch-orth. | Donskoi (Stadtplan)                 |
|      | Kleine Kathedrale der Gottesmutter-Ikone vom Don im Donskoi-Kloster Малый собор Донской иконы Божией Матери в Донском монастыре                                                                                 | 1593    | russisch-orth. | Donskoi (Stadtplan)                 |
|      | Kirche der Gottesmutter-Ikone „Dreihändige“ Храм иконы Божией Матери «Троеручица» | 2005    | russisch-orth. | Orechowo-Borissowo Süd (Stadtplan)  |
|      | Kirche der Gottesmutter-Ikone von Kasan zu Kolomenskoje Храм Казанской иконы Божией Матери в Коломенском | 1653    | russisch-orth. | Nagatinski Saton (Stadtplan)        |
|      | Kirche der Gottesmutter-Ikone „Leben bringende Quelle“ zu Zarizyno Храм иконы Божией Матери «Живоносный Источник» в Царицыне                                                                                    | 1722    | russisch-orth. | Zarizyno (Stadtplan)                |
|      | Kirche der Gottesmutter-Ikone mit dem Reichsapfel zu Tschertanowo Храм иконы Божией Матери «Державная» в Чертанове                                                                                              | 2010    | russisch-orth. | Tschertanowo Nord (Stadtplan)       |
|      | Kirche der Gottesmutter-Ikone von Tichwin über dem Nordtor des Donskoi-Klosters Храм Тихвинской иконы Божией Матери над северными вратами Донского монастыря                                                    | 1714    | russisch-orth. | Donskoi (Stadtplan)                 |
|      | Kirche der Gottesmutter-Ikone von Tichwin im ehemaligen Simonow-Kloster Храм Тихвинской иконы Божией Матери в бывшем Симоновом монастыре                                                                        | 1683    | russisch-orth. | Danilowski (Stadtplan)              |
|      | Kirche der Gottesmutter-Ikone von Tichwin bei der Zentralklinik des Moskauer Patriarchats Храм Тихвинской иконы Божией Матери при Центральной клинической больнице Московской Патриархии                        | 1904    | russisch-orth. | Donskoi (Stadtplan)                 |
|      | Mariä-Entschlafens-Kirche auf dem Friedhof Kotljakowo Храм Успения Пресвятой Богородицы на Котляковском кладбище                                                                                                | 2005    | russisch-orth. | Zarizyno (Stadtplan)                |
|      | Mariä-Geburts-Kirche zu Staroje Simonowo Храм Рождества Пресвятой Богородицы в Старом Симонове | 1510    | russisch-orth. | Danilowski (Stadtplan)              |
|      | Mariä-Gewandniederlegungs-Kirche an der Donskaja Храм Ризоположения на Донской | 1705    | russisch-orth. | Donskoi (Stadtplan)                 |
|      | Mariä-Schutz-und-Fürbitte-Kirche an der Gorodnja Храм Покрова Пресвятой Богородицы на Городне | 1722    | russisch-orth. | Tschertanowo Süd (Stadtplan)        |
|      | Kirche des Erzengels Michael im Donskoi-Kloster Храм Архангела Михаила в Донском монастыре | 1714    | russisch-orth. | Donskoi (Stadtplan)                 |
|      | Kirche des Heiligen Nikolaus zu Birjuljowo Храм Николая Чудотворца в Бирюлёве | 1912    | russisch-orth. | Birjuljowo West (Stadtplan)         |
|      | Kirche des Heiligen Nikolaus zu Saburowo Храм Николая Чудотворца в Сабурове | 1595    | russisch-orth. | Moskworetschje-Saburowo (Stadtplan) |
|      | Kirche des Ehrwürdigen Seraphim von Sarow und der Gutgläubigen Fürstin Anna von Kaschin auf dem Donskoi-Friedhof Храм преподобного Серафима Саровского и благоверной княгини Анны Кашинской на Донском кладбище | 1910    | russisch-orth. | Donskoi (Stadtplan)                 |
|      | Kathedrale der Heiligen Väter der Sieben Ökumenischen Konzilien im Danilow-Kloster Собор Святых отцов Семи Вселенских Соборов в Даниловом монастыре                                                             | 1752    | russisch-orth. | Danilowski (Stadtplan)              |
|      | Kirche des Ehrwürdigen Symeon Stylites im Danilow-Kloster Храм преподобного Симеона Столпника в Даниловом монастыре                                                                                             | 1732    | russisch-orth. | Danilowski (Stadtplan)              |
|      | Kirche des Apostels Thomas an der Kantemirowskaja Храм апостола Фомы на Кантемировской | 2006    | russisch-orth. | Moskworetschje-Saburowo (Stadtplan) |
|      | Kirche der Seligen Zacharias und Elisabet im Glockenturm des Donskoi-Klosters Храм праведных Захария и Елисаветы в колокольне Донского монастыря                                                                | 1732    | russisch-orth. | Donskoi (Stadtplan)                 |

### Südwest
| Bild | Name | Baujahr   | Konfession     | Stadtteil                   |
| ---- | --- | --------- | -------------- | --------------------------- |
|      | Kirche der Fürbitte der Mutter Gottes zu Jasenewo Храм Покрова Пресвятой Богородицы в Ясенево                                                                                                 | 2008–2015 | russisch-orth. | Jassenewo (Stadtplan)       |
|      | Kirche der Heiligen Anastasia von Sirmium zu Tjoply Stan Храм великомученицы Анастасии Узорешительницы в Тёплом Стане                                                                         | 2003      | russisch-orth. | Tjoply Stan (Stadtplan)     |
|      | Kirche des Märtyrers Andreas Stratelates im ehemaligen Andreaskloster Храм мученика Андрея Стратилата в бывшем Андреевском монастыре                                                          | 1675      | russisch-orth. | Gagarinski (Stadtplan)      |
|      | Kirche der Gutgläubigen Fürsten Boris und Gleb zu Sjusino Храм благоверных князей Бориса и Глеба в Зюзине                                                                                     | 1688      | russisch-orth. | Sjusino (Stadtplan)         |
|      | Christi-Auferstehungs-Kirche im ehemaligen Andreaskloster Храм Воскресения Христова в бывшем Андреевском монастыре                                                                            | 1701      | russisch-orth. | Gagarinski (Stadtplan)      |
|      | Christi-Geburts-Kirche zu Tschernjowo Храм Рождества Христова в Чернёве | 1722      | russisch-orth. | Süd-Butowo (Stadtplan)      |
|      | Kirche der Heiligen Dreifaltigkeit zu Konkowo Храм Живоначальной Троицы в Конькове | 1694      | russisch-orth. | Konkowo (Stadtplan)         |
|      | Kirche der Heiligen Dreifaltigkeit zu Staryje Tscherjomuschki Храм Живоначальной Троицы в Старых Черёмушках                                                                                   | 1732      | russisch-orth. | Akademitscheski (Stadtplan) |
|      | Kirche der Heiligen Dreifaltigkeit zu Woronzowo Храм Живоначальной Троицы в Воронцове | 1807      | russisch-orth. | Obrutschewski (Stadtplan)   |
|      | Kirche der Gottesmutter-Ikone von Kasan zu Uskoje Храм Казанской иконы Божией Матери в Узком                                                                                                  | 1704      | russisch-orth. | Jassenewo (Stadtplan)       |
|      | Kirche der Gottesmutter-Ikone vom Zeichen beim Institut für Theoretische und Experimentelle Physik Храм иконы Божией Матери «Знамение» при Институте Теоретической и Экспериментальной Физики | 1747      | russisch-orth. | Kotlowka (Stadtplan)        |
|      | Kirche der Gottesmutter-Ikone vom Zeichen zu Sacharjino Храм иконы Божией Матери «Знамение» в Захарьине                                                                                       | 1672      | russisch-orth. | Süd-Butowo (Stadtplan)      |
|      | Kirche des Apostels Johannes im ehemaligen Andreaskloster Храм апостола Иоанна Богослова в бывшем Андреевском монастыре                                                                       | 1748      | russisch-orth. | Gagarinski (Stadtplan)      |
|      | Kirche des Ehrwürdigen Joseph von Wolokolamsk Храм преподобного Иосифа Волоцкого | 2006      | russisch-orth. | Obrutschewski (Stadtplan)   |
|      | Kirche des Heiligen Pantaleon zu Süd-Butowo Храм великомученика Пантелеимона в Южном Бутове                                                                                                   | 2010      | russisch-orth. | Süd-Butowo (Stadtplan)      |
|      | Kirche der Märtyrerin Paraskewa Pjatniza zu Katschalowo Храм мученицы Параскевы Пятницы в Качалове                                                                                            | 1694      | russisch-orth. | Nord-Butowo (Stadtplan)     |
|      | Kirche der Apostel Petrus und Paulus zu Jassenewo Храм апостолов Петра и Павла в Ясеневе | 1753      | russisch-orth. | Jassenewo (Stadtplan)       |

### West
| Bild | Name | Baujahr | Konfession     | Stadtteil                            |
| ---- | --- | ------- | -------------- | ------------------------------------ |
|      | Kirche des Ehrwürdigen Andrei Rubljow zu Ramenki Храм преподобного Андрея Рублёва в Раменках                                                                                           | 2000    | russisch-orth. | Ramenki (Stadtplan)                  |
|      | Kirche des Metropoliten Dimitri von Rostow zu Otschakowo Храм святителя Димитрия Ростовского в Очакове                                                                                 | 1759    | russisch-orth. | Otschakowo-Matwejewskoje (Stadtplan) |
|      | Kirche der Heiligen Dreifaltigkeit auf den Sperlingsbergen Храм Живоначальной Троицы на Воробьёвых горах                                                                               | 1813    | russisch-orth. | Ramenki (Stadtplan)                  |
|      | Kirche der Heiligen Dreifaltigkeit zu Troize-Golenischtschewo Храм Живоначальной Троицы в Троице-Голенищеве                                                                            | 1644    | russisch-orth. | Ramenki (Stadtplan)                  |
|      | Erlöser-Verklärungs-Kirche zu Peredelkino Храм Спаса Преображения в Переделкине | 1819    | russisch-orth. | Nowo-Peredelkino (Stadtplan)         |
|      | Kirche des Märtyrers Georg des Siegreichen beim Moskauer Regionalzentrum des Zivilschutzministeriums Храм великомученика Георгия Победоносца при Московском региональном центре МЧС РФ | 1998    | russisch-orth. | Fili-Dawydkowo (Stadtplan)           |
|      | Kirche des Märtyrers Georg des Siegreichen auf dem Verbeugungshügel Храм великомученика Георгия Победоносца на Поклонной горе                                                          | 1995    | russisch-orth. | Dorogomilowo (Stadtplan)             |
|      | Kirche der Gottesmutter-Ikone vom Zeichen zu Kunzewo Храм иконы Божией Матери «Знамение» в Кунцеве                                                                                     | 1913    | russisch-orth. | Filjowski Park (Stadtplan)           |
|      | Kirche des Heiligen Johannes des Russen zu Kunzewo Храм святого праведного Иоанна Русского в Кунцеве                                                                                   | 2004    | russisch-orth. | Kunzewo (Stadtplan)                  |
|      | Mariä-Geburts-Kirche zu Krylatskoje Храм Рождества Пресвятой Богородицы в Крылатском                                                                                                   | 1877    | russisch-orth. | Krylatskoje (Stadtplan)              |
|      | Mariä-Schutz-und-Fürbitte-Kirche zu Fili Храм Покрова Пресвятой Богородицы в Филях | 1694    | russisch-orth. | Filjowski Park (Stadtplan)           |
|      | Mariä-Verkündigungs-Kirche zu Fedossjino Храм Благовещения Пресвятой Богородицы в Федосьине                                                                                            | 1854    | russisch-orth. | Nowo-Peredelkino (Stadtplan)         |
|      | Kirche des Erzengels Michael bei der Militärbasis zu Jekaterinowka Храм Архангела Михаила при военной базе в Екатериновке                                                              | 1999    | russisch-orth. | Krylatskoje (Stadtplan)              |
|      | Kirche des Erzengels Michael zu Troparjowo Храм Архангела Михаила в Тропарёве | 1693    | russisch-orth. | Troparjowo-Nikulino (Stadtplan)      |
|      | Kirche des Nicht von Menschenhand geschaffenen Erlöserbildnisses am Setun (auf dem Kunzewoer Friedhof) Храм Спаса Нерукотворного Образа на Сетуни (на Кунцевском кладбище)             | 1676    | russisch-orth. | Moschaiski (Stadtplan)               |
|      | Kirche des Nicht von Menschenhand geschaffenen Erlöserbildnisses beim Wolynskoje-Krankenhaus Храм Спаса Нерукотворного Образа при Волынской больнице                                   | 1999    | russisch-orth. | Otschakowo-Matwejewskoje (Stadtplan) |
|      | Kirche des Heiligen Nikolaus zu Trojekurowo Храм Николая Чудотворца в Троекурове | 1706    | russisch-orth. | Otschakowo-Matwejewskoje (Stadtplan) |
|      | Kirche des Ehrwürdigen Seraphim von Sarow in der Fili-Aue Храм преподобного Серафима Саровского в Филёвской пойме                                                                      | 2004    | russisch-orth. | Filjowski Park (Stadtplan)           |
|      | Kirche des Ehrwürdigen Seraphim von Sarow zu Kunzewo Храм преподобного Серафима Саровского в Кунцеве                                                                                   | 2006    | russisch-orth. | Moschaiski (Stadtplan)               |
|      | Kirche des Ehrwürdigen Sergius von Radonesch zu Solnzewo Храм преподобного Сергия Радонежского в Солнцеве                                                                              | 2010    | russisch-orth. | Solnzewo (Stadtplan)                 |

### Nordwest
| Bild | Name | Baujahr | Konfession     | Stadtteil                           |
| ---- | --- | ------- | -------------- | ----------------------------------- |
|      | Kirche des Gutgläubigen Fürsten Alexander Newski bei der Militärbasis Kurkino Храм благоверного князя Александра Невского при воинской части в Куркине | 1996    | russisch-orth. | Kurkino (Stadtplan)                 |
|      | Christi-Geburts-Kirche zu Roschdestweno Храм Рождества Христова в Рождествене                                                                          | 1904    | russisch-orth. | Mitino (Stadtplan)                  |
|      | Kirche der Heiligen Cosmas und Damian zu Kosmodemjanskoje Храм Космы и Дамиана в Космодемьянском                                                       | 1730    | russisch-orth. | Nord-Tuschino (Stadtplan)           |
|      | Kirche der Heiligen Dreifaltigkeit zu Choroschowo Храм Живоначальной Троицы в Хорошёве                                                                 | 1598    | russisch-orth. | Choroschowo-Mnjowniki (Stadtplan)   |
|      | Dreifaltigkeitskirche zu Troize-Lykowo Храм Живоначальной Троицы в Троице-Лыкове                                                                       | 1702    | russisch-orth. | Strogino (Stadtplan)                |
|      | Erlöser-Verklärungs-Kirche zu Tuschino Храм Спаса Преображения в Тушине                                                                                | 1875    | russisch-orth. | Süd-Tuschino (Stadtplan)            |
|      | Kirche der Gottesmutter-Ikone „Schnelle Novizin“ auf dem Chodynkafeld Храм иконы Божией Матери «Скоропослушница» на Ходынском поле                     | 1902    | russisch-orth. | Schtschukino (Stadtplan)            |
|      | Kirche der Gottesmutter-Ikone von Wladimir zu Kurkino Храм Владимирской иконы Божией Матери в Куркине                                                  | 1678    | russisch-orth. | Kurkino (Stadtplan)                 |
|      | Mariä-Entschlafens-Kirche zu Troize-Lykowo Храм Успения Пресвятой Богородицы в Троице-Лыкове                                                           | 1852    | russisch-orth. | Strogino (Stadtplan)                |
|      | Mariä-Schutz-und-Fürbitte-Kirche zu Bratzewo Храм Покрова Пресвятой Богородицы в Братцеве                                                              | 1672    | russisch-orth. | Süd-Tuschino (Stadtplan)            |
|      | Mariä-Schutz-und-Fürbitte-Kirche zu Pokrowskoje-Glebowo Храм Покрова Пресвятой Богородицы в Покровском-Глебове                                         | 1628    | russisch-orth. | Pokrowskoje-Streschnewo (Stadtplan) |
|      | Kirche des Heiligen Pantaleon beim Krankenhaus der Russischen Eisenbahn Храм великомученика Пантелеимона при больнице Российских железных дорог        | 2000    | russisch-orth. | Pokrowskoje-Streschnewo (Stadtplan) |

### Stadt Selenograd
| Bild | Name | Baujahr | Konfession     | Stadtteil            |
| ---- | --- | ------- | -------------- | -------------------- |
|      | Kirche des Heiligen Nikolaus zu Rschawki Храм Николая Чудотворца в Ржавках                                                | 1827    | russisch-orth. | Sawjolki (Stadtplan) |
|      | Kirche des Metropoliten Philaret von Moskau zu Selenograd Храм святителя Филарета, митрополита Московского, в Зеленограде | 1994    | russisch-orth. | Silino (Stadtplan)   |